# Simone Vergassola
Simone Vergassola (La Spezia, Provincia de La Spezia, Italia, 24 de enero de 1976) es un exfutbolista italiano. Debutó en el año 1992 y paso  toda su carrera jugando en Italia. Su posición de juego era de centrocampista y su último equipo fue el Robur Siena S. S. D. de la Serie C de Italia en el cual jugó la mayor parte de su carrera jugando 11 temporadas. Después de ganar el ascenso a la Lega Pro con el Siena. En el año 2016 decide retirarse del fútbol tras pasar 11 años en dicho club y a la edad de 41 años.

## Clubes
| Club                 | País   | Año         |
| -------------------- | ------ | ----------- |
| Carrarese Calcio     | Italia | 1992 - 1996 |
| U. C. Sampdoria      | Italia | 1996 - 2001 |
| Torino F. C.         | Italia | 2001 - 2004 |
| Robur Siena S. S. D. | Italia | 2004 - 2015 |